# Jesús Sola
Jesús Manuel Sola Olivares (Granada, 1 de julio de 1957) es un exfutbolista español. Jugaba de portero de y su primer club fue el Real Madrid Castilla.

## Trayectoria
Comenzó allá por los 15 años cuando fue para hacer unas pruebas en el Real Madrid, equipo en el que se quedó y estuvo jugando en el juvenil B durante dos temporadas, jugando algunos partidos con el Castilla, hasta que acabó su etapa juvenil y fue fichado por el Jerez Industrial Club de Fútbol en la categoría de 3.ª División.
Durante su estancia en el Jerez Industrial Club de Fútbol al finalizar la temporada 73/74 jugó con el CD Soberano una liguilla de ascenso a 1.ª Regional la cual conseguimos.
Militando en el Jerez Industrial también estuvo cedido al Balón de Cádiz. Ese año en el estadio José del Cubillo del Puerto de Santamaría dejaba esta vida el "Presidente más antiguo del Fútbol Español" D. Pedro Fernández, era el más antiguo incluso cuando vivía el presidente del Real Madrid D.Santiago Bernabéu que era quien ostentaba ese récord.
El servicio militar lo hizo en Melilla, donde estuvo la gran suerte de poder jugar en un gran equipo como es la Industrial de Melilla que sería el que le sirviera de trampolín gracias a los grandes resultados obtenidos por ese grupo de compañeros, técnicos y directivos que marcaron un hito en la historia futbolística de la Ciudad de Melilla. 
Acabado ese gran año fue pretendido por varios equipos entre ellos el Úbeda Club de Fútbol donde fue a parar tras terminar su compromiso con la Madre Patria, equipo en el que permaneció durante dos temporadas en las cuales consiguió grandes metas.
Pasada su etapa por tierras Jienenses , recaló en Marbella donde ha pasado la mayor parte de su vida deportiva y he conseguido sus mayores éxitos deportivamente hablando como fueron tres ascensos a Segunda División B de España y uno a Segunda División, con el Club Atlético Marbella.
Al año siguiente regresó al Club Atlético Marbella en el que consiguió un gran récord personal: estar imbatido 1.180 minutos con la ayuda de todos sus compañeros, ese año ascendieron a la Segunda División B de España. Hazaña que le llevó a fichar por el CD Málaga.
Ha tenido como compañeros a grandes futbolistas que jugaron en Primera División como Pacheta, Olias, Jaime o Monreal y otros que estuvieron jugando en grandes equipos como Juan Carlos , Nacho o Astorga. 
En este tiempo tuvo la oportunidad de enfrentarme en dos ocasiones a su exequipo el Real Madrid.
Salió del Club Atlético Marbella temporalmente para fichar por el CD Estepona actualmente Unión Estepona Club de Fútbol equipo al que ascendieron por primera vez en su historia a Segunda División B de España. En este equipo también tenía como compañero a Muñoz Pérez que ganó la copa de Europa con el Real Madrid.
Dos años más tarde regresó al Club Atlético Marbella con el que consiguió un ascenso a Tercera División y fueron dos ascensos consecutivos de 3.ª División a 2.ª División B y al año siguiente el ascenso histórico a Segunda División.

## Clubes
| Club                            | País   | Año       |
| ------------------------------- | ------ | --------- |
| Real Madrid Castilla            | España | 1972-1974 |
| Jerez Industrial Club de Fútbol | España | 1975-1977 |
| CD Soberano                     | España | 1974-1975 |
| Balón de Cádiz                  | España | 1976-1977 |
| Industrial de Melilla CF        | España | 1978-1979 |
| Úbeda CF                        | España | 1979-1981 |
| Club Atlético Marbella          | España | 1981-1994 |
| Club Atlético Marbella          | España | 1983-1984 |
| Club Atlético Marbella          | España | 1985-1986 |
| CD Málaga                       | España | 1986-1987 |
| Club Atlético Marbella          | España | 1987-1989 |
| Unión Estepona Club de Fútbol   | España | 1989-1991 |
| Club Atlético Marbella          | España | 1991-1994 |